# Éternoz
Éternoz è una frazione del comune di Éternoz-Vallée-du-Lison, situato nel dipartimento del Doubs nella regione della Borgogna-Franca Contea. In precedenza comune autonomo, il 1º gennaio 2025 è confluito insieme all'ex comune di Saraz nel nuovo comune di Éternoz-Vallée-du-Lison.

## Geografia fisica
Éternoz si trova a 26 chilometri da Besançon, capoluogo del dipartimento. Si trova sul secondo altopiano del massiccio del Giura ad un'altitudine di 549 m (1.801 piedi). Il fiume Vau attraversa il villaggio e precipita in una cascata di 40 metri ai margini del villaggio prima di confluire nel fiume Lison.

## Società

### Evoluzione demografica
Abitanti censiti